# Стефан II (герцог Баварии)
Стефан II Баварский (нем. Stephan II mit der Hafte, Herzog von Bayern; 1319 — 13 мая 1375, Ландсхут) — герцог Баварии. Стефан был вторым сыном императора Людвига IV Баварского от первой жены Беатрисы Силезской, член династии Виттельсбахов.

## Биография
Его отец, Людвиг IV Баварский воссоединил Баварию в 1340 году, а когда в 1347 году он умер, Стефан сменил его в качестве правителя Баварского герцогства вместе со своими пятью братьями. Уже в 1349 году страна снова была разделена между братьями на Верхнюю Баварию и Нижнюю Баварию, которая, в свою очередь, распалась на герцогства Баварско-Ландсхутское и Баварско-Штраубингское. Стефан II правил с 1349 по 1353 годы вместе с братьями Вильгельмом I и Альбрхетом I в Голландии, Нижней Баварии и Ландсхуте, с 1353 года только в Ландсхуте.
После временного примирения Виттельсбахов с Карлом IV, императором Священной Римской империи, который, наконец, признал все владения Виттельсбахов, Стефан II принял участие в походе Карла в Италию в 1354 году. Но вскоре Золотая булла 1356 года вызвала новый конфликт, так как только Пфальцская ветвь Виттельсбахов и его брат Людовик VI получили курфюршеский статус. Стефан II был последним сыном императора Людовика IV, который был освобожден от отлучения в 1362 году.
Когда герцог Мейнхард, сын его старшего брата Людвига V Бранденбургского, умер в 1363 году, Стефану II удалось установить контроль над Верхней Баварией и вторгнуться в Тироль. Но впоследствии, в 1369 году, баварский герцог отказался от притязаний на Тироль в обмен на большую выплату. Также Стефан II лишился Бранденбурга.
Он похоронен во Фрауенкирхе в Мюнхене.

## Жена и дети
27 июня 1328 года Стефан женился на Елизавете Сицилийской, дочери сицилийского короля Федериго II. У них было четверо детей:
- Стефан (1337 — 26 сентября 1413)
- Фридрих (1339 — 4 декабря 1393)
- Иоганн (1341—1397)
- Агнесса (р.1338), вышла замуж за кипрского короля Якова I

14 февраля 1359 года Стефан женился Маргарите, дочери нюрнбергского бургграфа Иоганна II. Детей у них не было.